# Ndiouga Moctar Ba
Pour les articles homonymes, voir Ba.
Ndiouga Moctar Ba est un ingénieur du son, réalisateur de documentaires et producteur sénégalais.

## Biographie
Moctar Ndiouga Bâ a créé sa première société de production KUS en 1994, depuis il travaille prinicipalement comme directeur de production, producteur exécutif et producteur délégué.  Il a produit une soixantaine de films documentaires et de magazines. Il dirige actuellement la société Médiatik Communication S.A.
En 1994, il a réalisé un portrait du musicien sénégalais Youssou Ndour.

## Filmographie

### comme producteur
- 1992 : Bandit Cinéma (CM) de Bouna Medoune Seye
- 1992 : Iso lo (Documentaire) de Mansour Sora Wade
- 1998 : Système C (Magazine) de Franck Schneider
- 2001 : Le Prix du pardon de Mansour Sora Wade
- 2002 : Abouna de Mahamat-Saleh Haroun
- 2004 : Le jardin de papa de Zeka Laplaine
- 2005 : Capitaines des ténèbres  (TV movie)  de Serge Moati
- 2006 : Bamako de Abderrahmane Sissako (pour le tournage au Mali)
- 2007 : Questions à la terre natale (Documentaire) de Samba Félix Ndiaye (pour le tournage au Mali)
- 2007 : Ramata de Léandre-Alain Baker
- 2009 : Black de Pierre Laffargue

### comme réalisateur

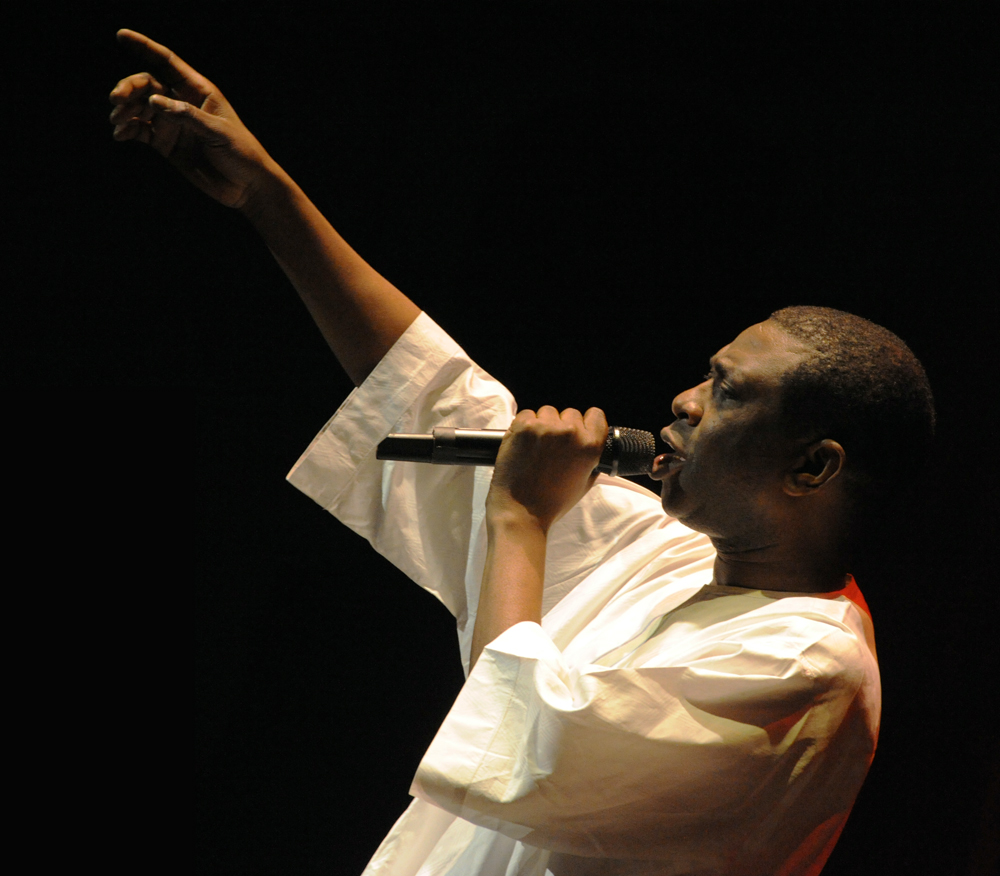
Youssou N'Dour en concert en 2009

- 1994 : You, Africa!

### comme ingénieur du son
- 1988 : Nitt... Ndoxx  de Joseph Gaï Ramaka